# محمد علي حسن الحلي
محمد علي حسن الحلي مفسّر للقرآن وصاحب عدة مؤلّفات مبنيّة على تفسير جديد للقرآن الكريم. ودعا أساساً في كتبه المختلفة المسلمين العودة الى عبادة الله وحده. ودعا إلى نبذ الإشراك والغلو بشخص الأنبياء والصالحين.
يقول في مقدمة كتبه ان الله علمه تفسير القرآن الكريم ليبلغه للناس بعد مرور 1400 سنة على نزوله، و أورد في كتابه مقارنة بين تفسيره وبين باقي التفاسير وترك الحكم للقارئ قائلاً أنّ من يقرأ كتابه سيجد زوال الغموض من آيات القرآن الكريم .

## حياته
ولد محمد علي حسن الحلي في قرية كريطعة ضمن مدينة الحلة العراقية عام 1906، وعاش فترة طفولته في مدينة كربلاء. اقتصر تعليمه الأكاديمي على ما كان يعرف بالكتاتيب، وانتقل بعدها إلى مدينة الحلة وكان من الأوائل الذين زاولوا مهنة التصوير في العراق، قبل أن يطرح أوّل مؤلفاته كتاب (الكون والقرآن) في عام 1947. وتوفي في مدينة الحلّة في العراق في عام 1991.

## أبرز مؤلفاته
كتاب الكون والقرآن: نشرت الطبعة الأولى في عام 1947، وتحدث فيها المؤلف عن تفسير الظواهر الكونية في القرآن، كما وضح بطريقة منطقية كيفية حدوث القيامة وانتهاء العالم بدءا بِوقوف الأرض عن دورتها المحورية، وتوقع ومنذ عام 1947 ان القمر ليس فيه حياة، وان بلوتو ليس كوكباً كما قال بوجود حياة في باقي الكواكب السيارة في نظامنا الشمسي.
كتاب الإنسان بعد الموت: وفيه تحدث عن حياة أخرى للإنسان تبدأ بعد موته يعيشها بروحه دون جسده، وعن يوم يحاسب به الناس على أعمالهم في حياتهم الدنيوية، يقرّر الله به مصيرهم إما إلى الجنة حيث يجد الإنسان النعيم الدائم، أو إلى النار حيث يجد فيه الإنسان العذاب الدائم، وهو نفس يوم القيامة الذي تحدثت عنه الأديان بدءاً باليهودية والمسيحية وانتهاءً بالإسلام، وورد في الكتاب في وصف الروح أو النفس «تخرج الروح من الجسد كما يخرج الفرخ من البيضة، فالجسد يتمزّق كما تمزّق قشر البيضة، وتبقى الروح في عالم الأرواح حيّة تبصر وتسمع وتأكل وتشرب».
كتاب المتشابه من القرآن: الجزء الأول طبع في بيروت عام 1966 وطبعت الأجزاء الثانية والثالثة في بيروت عام 2014، وبه فسّر المؤلف الآيات التي وجدها غامضة في القرآن، وقال في مقدمة الكتاب ان القاريء لن يجد فيه الغموض بل سيجد فيه حل ألغاز القرآن، وذكر بعض التفاسير الإسلامية على مرّ العصور للمقارنة، معتبرا هذا الكتاب مصداقا للآية القرآنية {ثُمَّ إِنَّ عَلَيْنَا بَيَانَهُ}.قال في مقدمة الكتاب:"
واعلم أنّك إذا قرأت كتابي هذا لا ترى فيه متشابهاً فتقول في نفسك كيف أسماه المؤلّف (المتشابه من القرآن) وأنا لا أرى فيه متشابهاً بل كلّه مفهوم؟ فالجواب: أنّي أوضحت لك الكلام وبيّنت فيه المرام مِمّا أعطاني ربّي من إلهام فأصبح الكتاب مفهوماً لجميع الأنام. ولكنّك لو طالعت من كتب التفاسير غير كتابي هذا لعلمت وأيقنت بأنّها آيات متشابهة لا يعلم تأويلها إلاّ الله."
كتاب الخلاف بين التوراة والقرآن: طبع في بغداد عام 1982، وبه بيّن المؤلف أن هناك أخطاء وتناقضات واردة في الكتاب المقدس (التوراة)، وذكر قصة تحريفه من قِبَل أحد علماء اليهود في وقت ما بعد انتهاء فترة سبي بابل.
كتاب ساعة قضيتها مع الأرواح: وبه تحدث المؤلف عن حادثة اغماء حصلت له في طفولته، فوصف خروج روحه من جسده وكلامه مع الأرواح وأحداث أخرى ذكر أنه شاهدها بنفسه في عالم الأرواح.

## أماكن وتواريخ الطبعات
1. الكون والقرآن. وقد طبع خمس مرات: الطبعة الأولى سنة 1366 هجرية الموافق 1947 ميلادية طبع في مطبعة النجاح في بغداد. الطبعة الثانية بالموصل سنة 1347 هجرية الموافق 1955 ميلادية في مطبعة نينوى. الطبعة الثالثة طبع في بغداد مطبعة أسعد سنة 1348 هجرية الموافق 1978 ميلادية. الطبعة الرابعة في بغداد مطبعة الجامعة سنة 1405 هجرية الموافق 1985 ميلادية، الطبعة الخامسة دار الكتب العلمية -بيروت.
2. الإنسان بعد الموت. وقد طبع مرّتين، الأولى سنة 1366 هجرية الموافق 1947 ميلادية طبع في بغداد مطبعة النجاح. والطبعة الثانية في بغداد مطبعة المعارف وذلك سنة 1383 هجرية الموافق 1964 ميلادية، وألحقنا به جزءً آخر أسميناه (الردّ على الملحدين). وأخيرا الطبعة الثالثة دار الكتب العلمية -بيروت.
3. المتشابه من القرآن. طبع الجزء الأول في بيروت سنة 1386 هجرية الموافق 1966 ميلادية، وطبعت الأجزاء الثانية والثالثة في بيروت أيضاً في عام 2014 ميلادية.
4. مشاكل الزواج والطلاق. طبع في الموصل في مطبعة الزهراء الحديثة. وذلك سنة 1381 هجرية الموافق 1961 ميلادية.
5. بين التوراة والقرآن خلاف. طبع في بغداد مطبعة أسعد. وذلك سنة 1404 هجرية الموافق 1983 ميلادية. الطبعة الثانية دار الكتب العلمية -بيروت.
6. وقد تمّ طبع كتاب (ساعة قضيتها مع الأرواح) في مطبعة الجاحظ وذلك في سنة 1985 ميلادية.الطبعة الثانية دار الكتب العلمية -بيروت.

## مخطوطات
1. حقائق التأويل في الوحي والتنزيل. تفسير القرآن بأكمله.
2. حكم المواريث في القرآن.
3. كشف المعادن من خاماتِها.

## وصلات خارجية
- موقع يجمع المؤلفات المتوفرة مرخصة ومجانية باللغة العربية والإنكليزية
- منتدى للمناقشة حول مؤلفات مفسر القرآن

## هوامش ومصادر
1. ↑  الكون والقرآن نسخة محفوظة 14 يوليو 2017 على موقع واي باك مشين.
2. ↑  الكون والقرآن نسخة محفوظة 03 يوليو 2017 على موقع واي باك مشين.
3. ↑  الكون والقرآن نسخة محفوظة 14 يوليو 2017 على موقع واي باك مشين.
4. ↑  الكون والقرآن نسخة محفوظة 14 يوليو 2017 على موقع واي باك مشين.
5. ↑  Quran and Man after Death نسخة محفوظة 14 يوليو 2017 على موقع واي باك مشين.
6. ↑  كتاب المتشابه من القرآن نسخة محفوظة 05 يوليو 2017 على موقع واي باك مشين.
7. ↑  الخلاف بين التوراة والقرآن نسخة محفوظة 11 يوليو 2017 على موقع واي باك مشين.
8. ↑  ساعة قضيتها مع الأرواح نسخة محفوظة 06 يوليو 2017 على موقع واي باك مشين.